# George Graham
George Graham, född 1673 i Horsgills, vid Kirklinton, Cumberland, död 20 november 1751, engelsk ur- och instrumentmakare och bland annat uppfinnare av den efter honom uppkallade grahamgången.

## Biografi
Graham kom 1688 i lära hos urmakaren Tompion i London och övertog efter dennes död affären. 1716 blev han assistent och 1721 master of the Court of the company of clockmakers of the city of London. Graham ligger begraven i Westminster Abbey, i samma grav som Tompion.
Bland uppfinnare inom urmakeriet intar Graham ett av de främsta rummen. Han uppfann 1726 den så kallade kvicksilverpendeln, en typ av kompenserad pendel. Han hade redan 1715 även idén till den så kallade rostpendeln, som han emellertid aldrig utförde. (Den konstruerades först 1725 av Harrison.) Han förbättrade cylindergången och uppfann den vilande ankargången. Graham var en av de första egentliga astronomiska instrumentmakarna (i äldre tider förfärdigade astronomerna själva sina instrument). Om hans skicklighet på detta område vittnar åtskilliga instrument på observatoriet i Greenwich, bland dessa den av Halley beställda murkvadranten (med 2,4 meters radie), till vilkens delning Graham använde en ny metod, den första dugliga man känner till. Den stora zenitsektor, med vilken Bradley upptäckte aberrationen, hade utgått från Grahams verkstad.
Graham ägnade även stor uppmärksamhet åt jordmagnetismen och upptäckte 1722 de dagliga förändringarna i deklinationen. Vidare sysselsatte han sig med astronomiska observationer, såsom iakttagelser av Merkuriuspassager, förmörkelser och stjärnbetäckningar.